# Тирали, Андреа
Андреа Тирали (итал. Andrea Tirali; 1657, Венеция — 28 июня 1737, Монселиче, Венето) — итальянский архитектор, работавший в Венеции и в области Венето. Его работы, вдохновленные творчеством Андреа Палладио, являются частью венецианского классицизма, считающегося одним из источников европейского неоклассицизма.

## Жизнь и творчество
В молодости Андреа был простым каменщиком. О его ранних работах в качестве архитектора мало что известно. С 1688 года он трудился в Водном департаменте (Magistrato delle Acque) Венецианской республики, с 1694 года в основном занимался проектированием гидравлических устройств. В 1688 году, как только был назначен заместителем протектора, ему было поручено восстановить «Мост Трёх Арок» (Ponte dei Tre Archi) через канал Каннареджо (в одноимённом районе Венеции).
Его первым важным архитектурным заказом, полученным в результате победы на конкурсе, была Капелла Сан-Доменико в базилике Санти-Джованни-э-Паоло в Венеции (1700—1716), а также надгробие семьи Вальер (1704—1707). Он спроектировал портик фасада церкви Сан-Никола-да-Толентино, построенной Винченцо Скамоцци (1706—1714), и фасад церкви  Сан-Видаль (1725—1735). Другие работы в Венеции включают строительство Скуолы-дель-Анджело-Кустоде в Санти-Апостоли (1713), Палаццо Приули (позже Манфрин Веньер; 1724—1731), Палаццо Дьедо (1710—1720) и лестницу в Ка' Сагредо.
В 1700 году Андреа Тирали построил колокольню Сан-Мартино-ин-Бурано (на острове Бурано), проектировал церковь Санта-Тринита (1703—1707) и Палаццо Грасси (1703—1714) в Кьодже, а также близлежащий Сантуарио Санта-Мария-ди-Сан-Вито (1717—1723).
Архитектор умер внезапно в Монселиче в 1737 году, когда строил новое крыло виллы Дуодо Скамоцци (завершено в 1740 году).
«Несмотря на скверный характер он стал одним из самых авторитетных венецианских архитекторов начала XVIII века». В своих основных постройках он следовал примеру Андреа Палладио и таким образом внёс свой вклад в развитие палладианизма и общеевропейского классицистического движения в архитектуре.

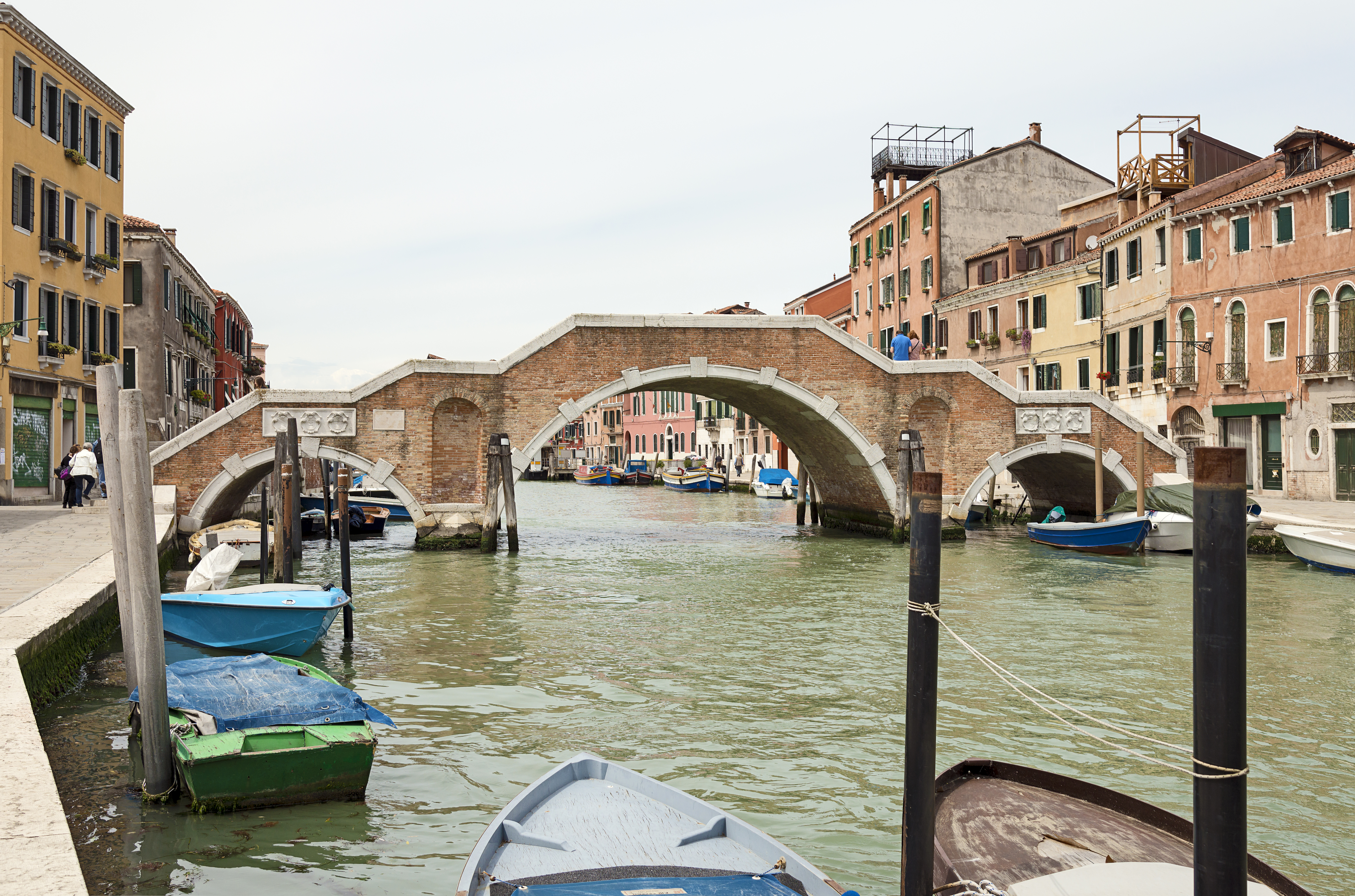
Мост  трёх арок. 1688. Каннареджо, Венеция
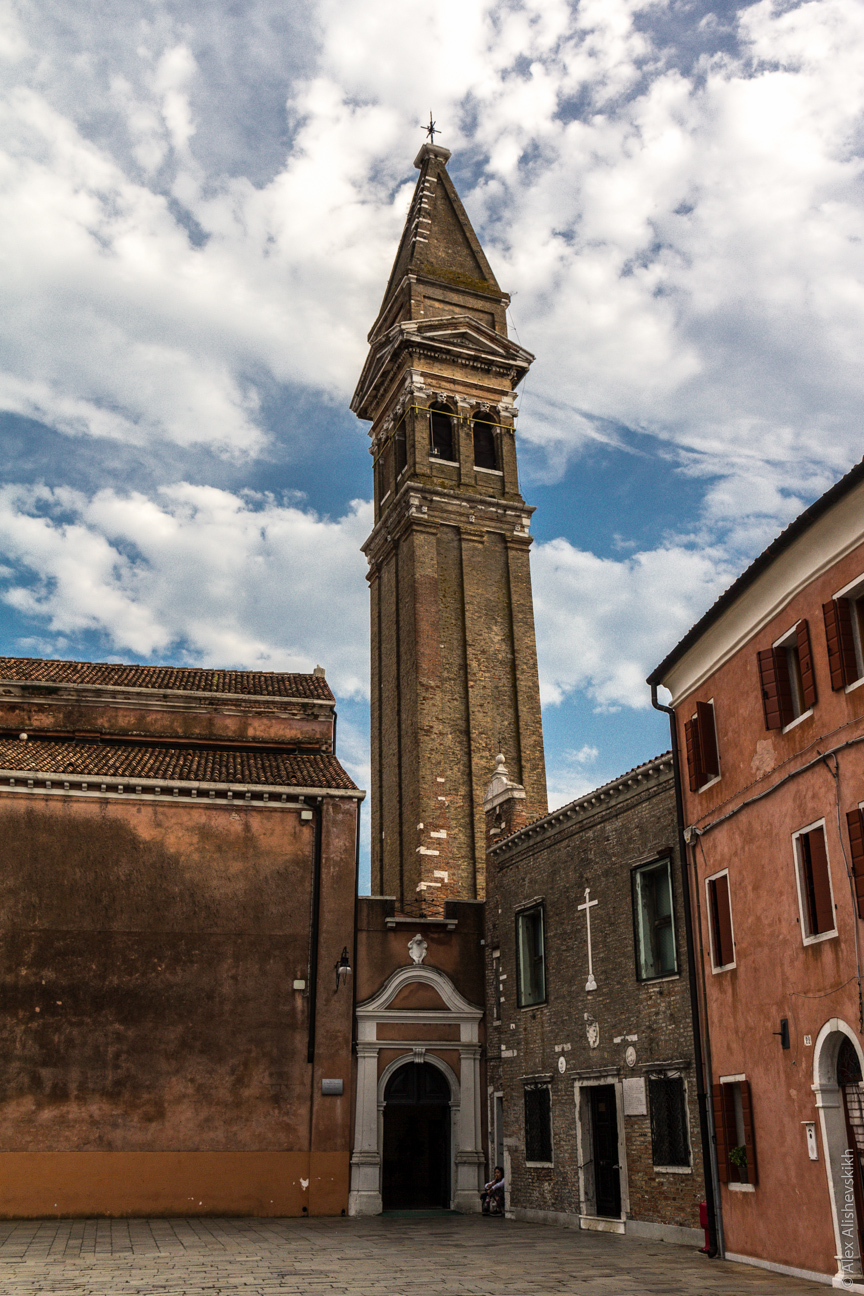
Кампанила (колокольня) церкви Сан-Мартино-ин-Бурано. 1700. Остров Бурано, Венецианская лагуна
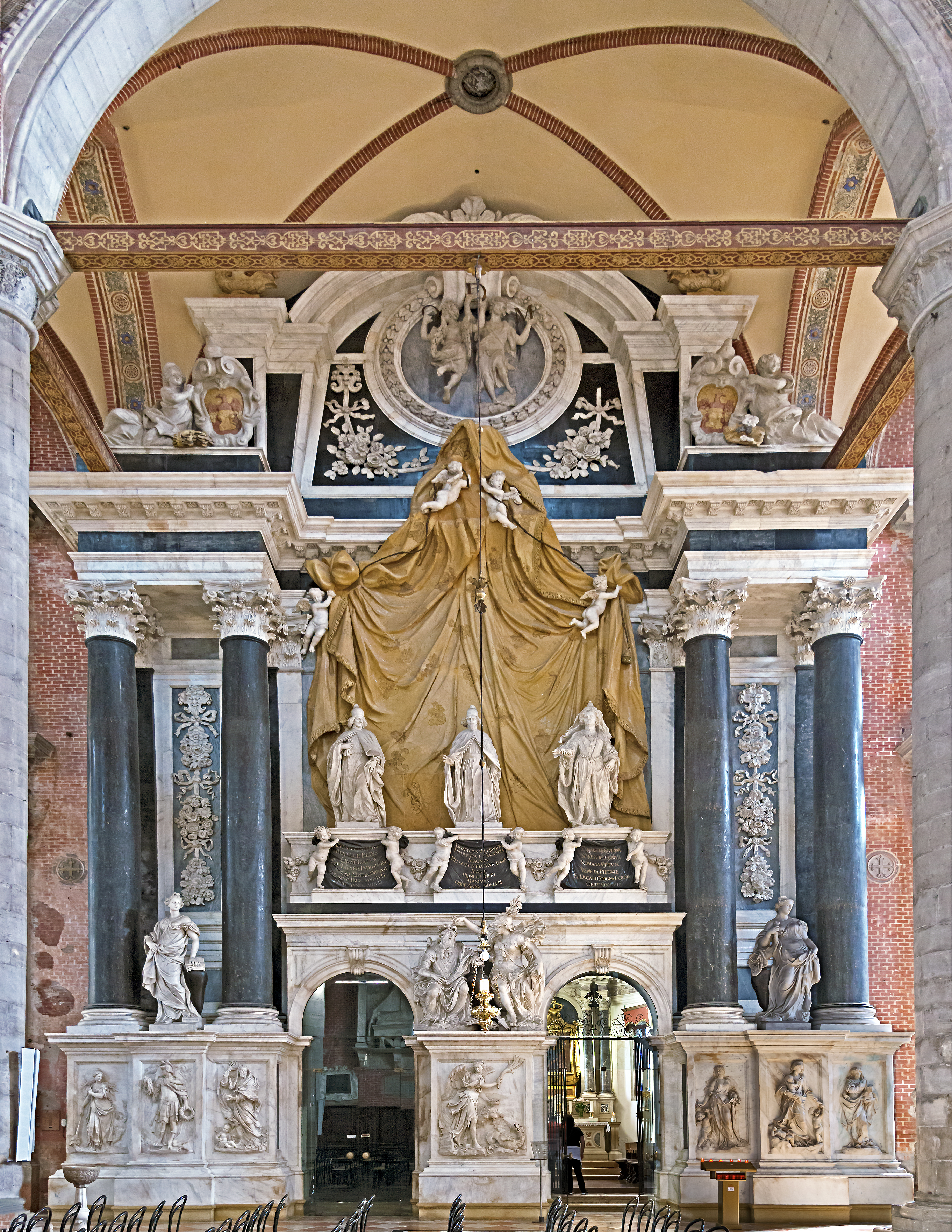
Надгробие семьи Вальер в церкви Санти-Джованни-э-Паоло в Венеции. 1704–1707
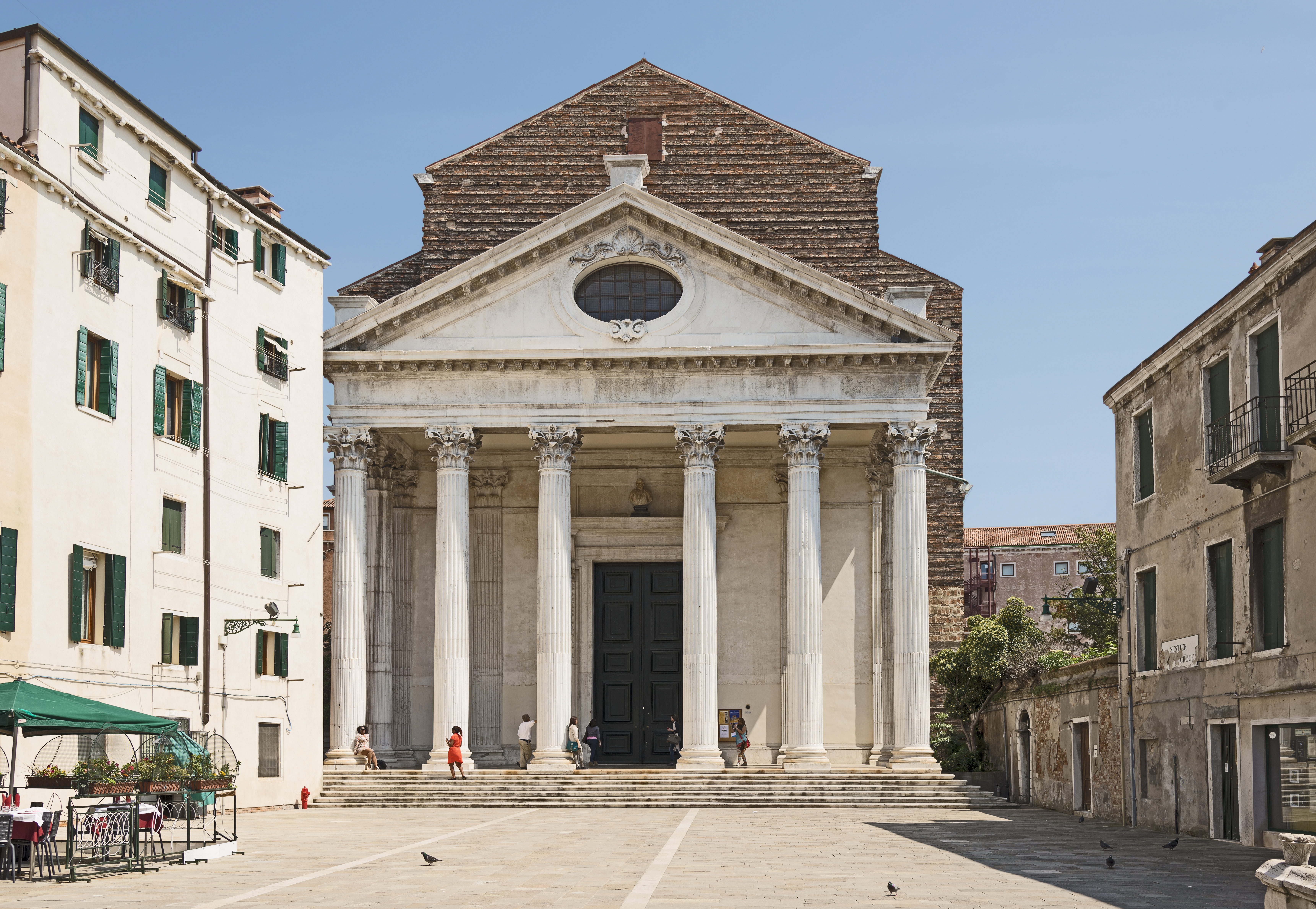
Портик фасада церкви Сан-Никола-да-Толентино. 1706–1714. Венеция
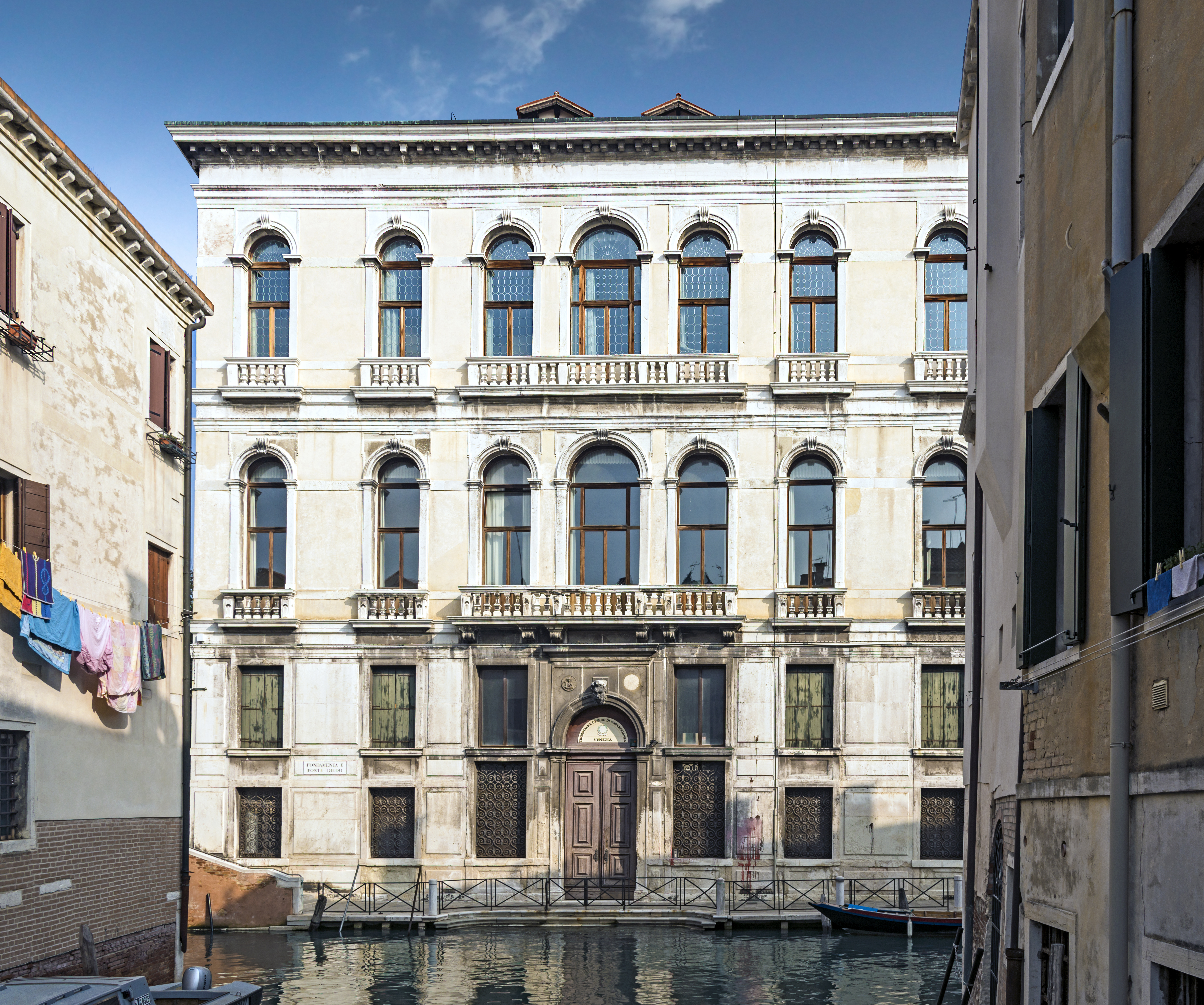
Палаццо Дьедо. 1710–1720.  Каннареджо. Венеция
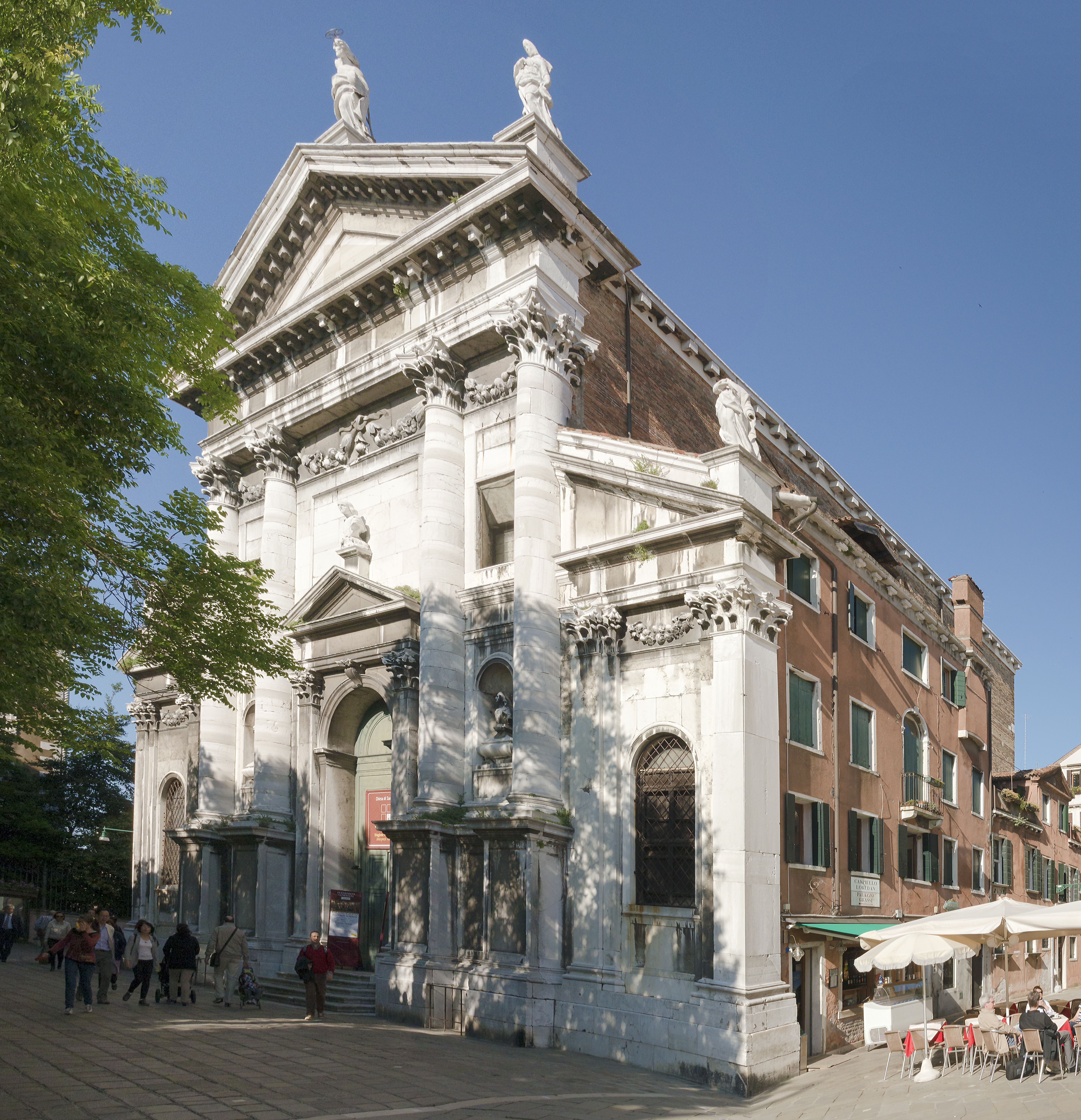
Фасад церкви Сан-Видаль. 1725–1735. Венеция
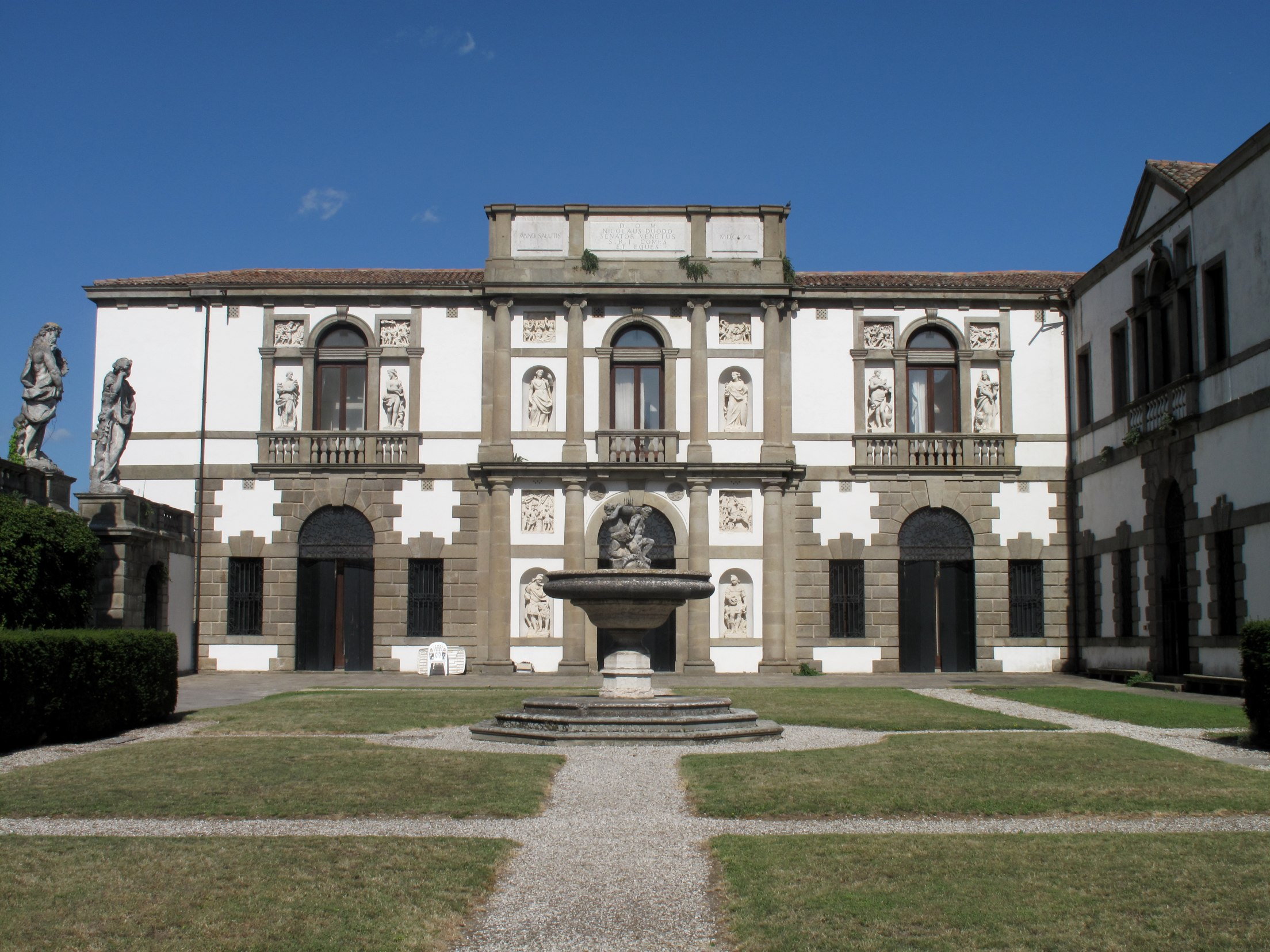
Вилла Дуодо (Вилла Вальер; перестройка). Монселиче